# Oberkirchenrat
Der Begriff Oberkirchenrat (kurz OKR) hat mehrere Bedeutungen:
1. Eine Person mit der Amtsbezeichnung „Oberkirchenrat/‑rätin“. Diese leitet in der Regel ein Dezernat/Abteilung oder Referat in der obersten Dienstbehörde einer Landeskirche; alternativ tragen die Dezernenten als Dezernats- oder Abteilungsleiter den Titel Oberlandeskirchenrat (z. B. Landeskirchenamt Hannover), häufig werden diese als Mitglieder des Landeskirchenamtes bezeichnet.
2. Das Gebäude der Kirchenleitung, in dem die Amtsperson ihre Dienststelle hat.
3. Kurz für das Kollegium des Oberkirchenrates, das die kooperative Kirchenleitung darstellt (alternative Bezeichnung in einigen Landeskirchen: Leitendes Geistliches Amt oder Kirchenleitung).
4. Die geschäftsführende oder oberste Behörde als landeskirchliche Verwaltung. Sie bildet meist zusammen mit dem/der Landesbischof/‑bischöfin und der Landessynode die Kirchenleitung. Weitere Bezeichnungen dafür sind Landeskirchenamt, Kirchenkanzlei, Kirchenverwaltung oder Konsistorium.
5. Geschichtlich gab es Oberkirchenräte als Abteilungen eines Landesministeriums. Zumindest in Baden gab es im 19. Jahrhundert neben dem Evangelischen auch einen Katholischen Oberkirchenrat.

## Gängige Abkürzungen für Oberkirchenrat
Der Oberkirchenrat wird als OKR in Mecklenburg, Oldenburg, Österreich (A.B.), Österreich (H.B.) und Württemberg oder als EOK (Evangelischer Oberkirchenrat) in Baden und ehemals in Altpreußen abgekürzt.

## Oberkirchenrat als Amtstitel
Die Oberkirchenräte sind kirchliche Beamte, häufig Juristen oder Pfarrer. Der Titel Oberkirchenrat bezeichnet die höchste Funktionsstufe im Beamtentum einiger evangelischer Kirchen. Ihnen obliegt die Leitung der Kirche, sie sind der Synode/Landessynode verantwortlich. Als Dezernatsleiter verantworten sie ihren Bereich nach außen und innen.
Beispiel der Dezernatsaufteilung in der Evangelischen Landeskirche in Württemberg (in Klammern der Beruf des gegenwärtigen Amtsinhabers):
1. Theologie, Mission, Ökumene (Pfarrer/Professor der Theologie Ulrich Heckel)
2. Schule und Bildung (Pfarrerin Carmen Rivuzumwami)
3. Kirchliche Ausbildung und Personal (Pfarrerin Kathrin Nothacker)
4. Grundsatzangelegenheiten, Allgemeines Recht (Jurist, Direktor Stefan Werner), als juristischer Stellvertreter des Landesbischofs.
5. Dienstrecht (Jurist Michael Frisch)
6. Finanzen und Informationstechnologie (Forstwissenschaftler), z. Zt. kommissarisch (Jurist Jörg Antoine)
7. Gemeindeaufsicht (Kirchengemeinde) und Bauwesen (Jurist Christian Schuler)
8. Diakonie (Hauptgeschäftsführer des Diakonischen Werkes in Württemberg (DWW)) (Annette Noller)

Die einzelnen Dezernate sind in Referate unterteilt. Die  Leiter tragen zumeist die Titel Kirchenrat oder Oberkirchenrat (z. B. Landeskirchenamt Hannover). Dieser Titel entfällt, wenn diese Personen nach Ende ihres (befristeten) Dienstauftrages im Oberkirchenrat in eine andere Position wechseln.

## Oberkirchenrat als Gebäude

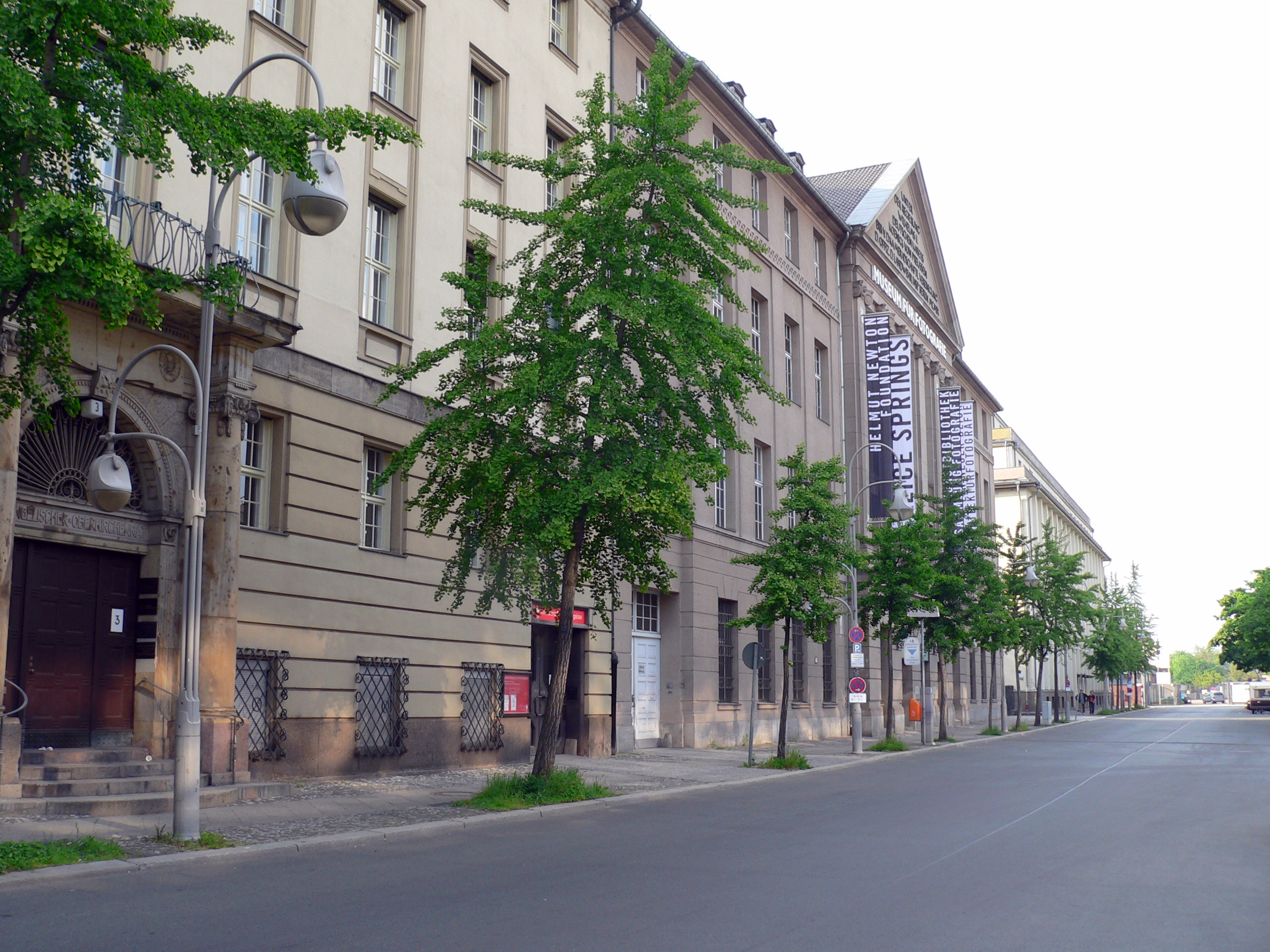
Eingang zum ehem. altpreußischen EOK, seit 2007 Sitz des Evangelischen Kirchenamts für die Bundeswehr, Berlin.

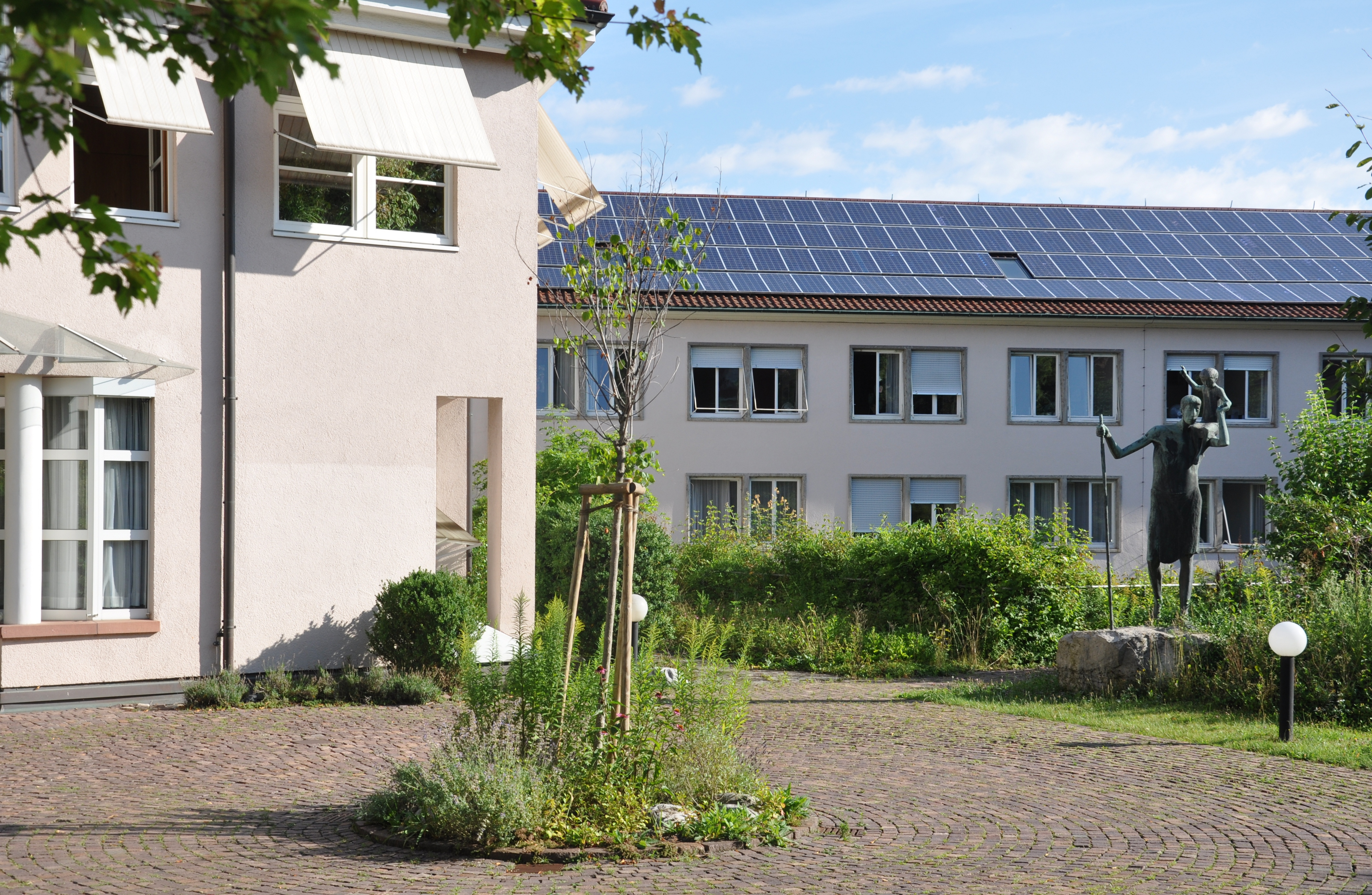
Oberkirchenrat der Evangelischen Landeskirche in der Gänsheidestraße in Stuttgart

Der Oberkirchenrat (OKR) der Evangelischen Landeskirche in Württemberg befindet sich in der Gänsheidestraße 4, Stuttgart. Der Evangelische Oberkirchenrat (EOK) der Evangelischen Kirche der altpreußischen Union (EKapU; ab 1953 Evangelische Kirche der Union, EKU) befand sich seit 1912 in der Jebensstraße 3, Berlin-Charlottenburg. Ab 1951 führte er die Bezeichnung Kirchenkanzlei und zog Anfang 2007, nach dem Aufgehen der EKU in der Union Evangelischer Kirchen (2004), nach Hannover um.

## Oberkirchenrat als Kollegialorgan
Der Oberkirchenrat als kollegiales Organ fasst (weitreichende) Entscheidungen der Kirchenleitung zumeist in der Dezernentenkonferenz (Kollegium). Zum Kollegium gehört als Leiter der Landesbischof. Weitere Personen werden als Berichterstatter bei Bedarf hinzugerufen. Entscheidungen des Kollegiums können von der Synode rückgängig gemacht werden oder es kann vor dem kirchlichen Verwaltungsgericht (so in der Landeskirche vorhanden) dagegen geklagt werden.
Andere Bezeichnungen für die Verwaltung einer Landeskirche sind Landeskirchenamt (beispielsweise: Evangelische Kirche im Rheinland) und Konsistorium (beispielsweise: Evangelische Kirche in Berlin-Brandenburg-schlesische Oberlausitz).

## Oberkirchenrat als oberste Kirchenbehörde
Der Evangelische Oberkirchenrat (EOK) in Berlin war von 1850 bis 1951 die oberste Verwaltungsbehörde der preußischen evangelischen Landeskirche (ab 1922 Evangelische Kirche der altpreußischen Union). Auch in anderen evangelischen Landeskirchen, wie etwa in der Evangelisch-Lutherischen Landeskirche Mecklenburgs oder in der Evangelischen Landeskirche in Württemberg, wurde bzw. wird die oberste Kirchenbehörde als Oberkirchenrat bezeichnet.